# 日本とマルタの関係
日本とマルタの関係（にほんとマルタのかんけい、英語: Japan–Malta relations）では、日本とマルタの間における国際関係を指す。両国の外交関係は、1965年に樹立された。
2020年9月28日より、マルタは東京に大使館を設置している。日本は、ローマにある在イタリア日本国大使館の一部として非常駐の在マルタ大使館を設置しており、バレッタに名誉領事館を設置している。

## 概要

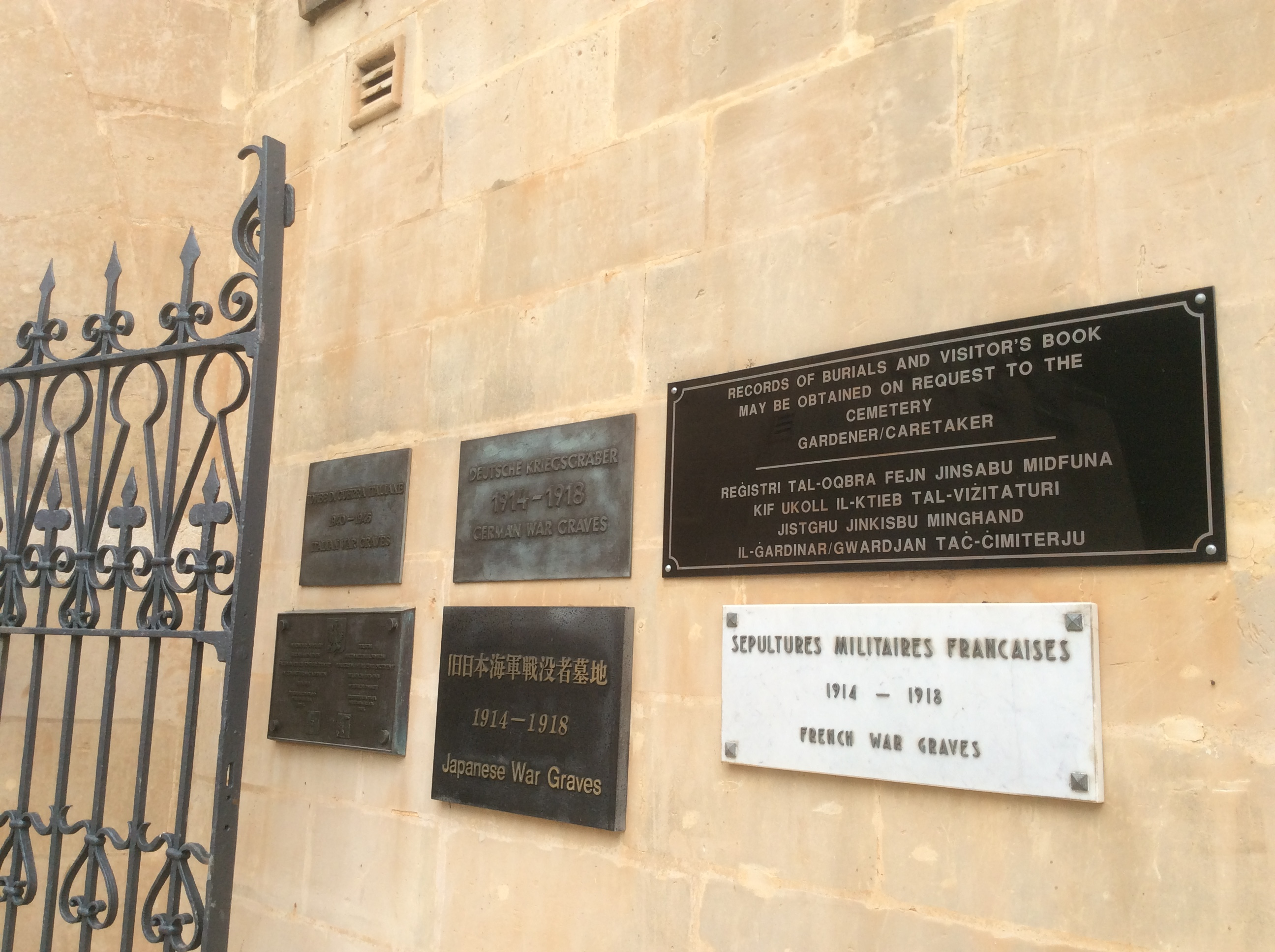
カルカラ海軍墓地にある日本人戦没者の墓を示すプレート

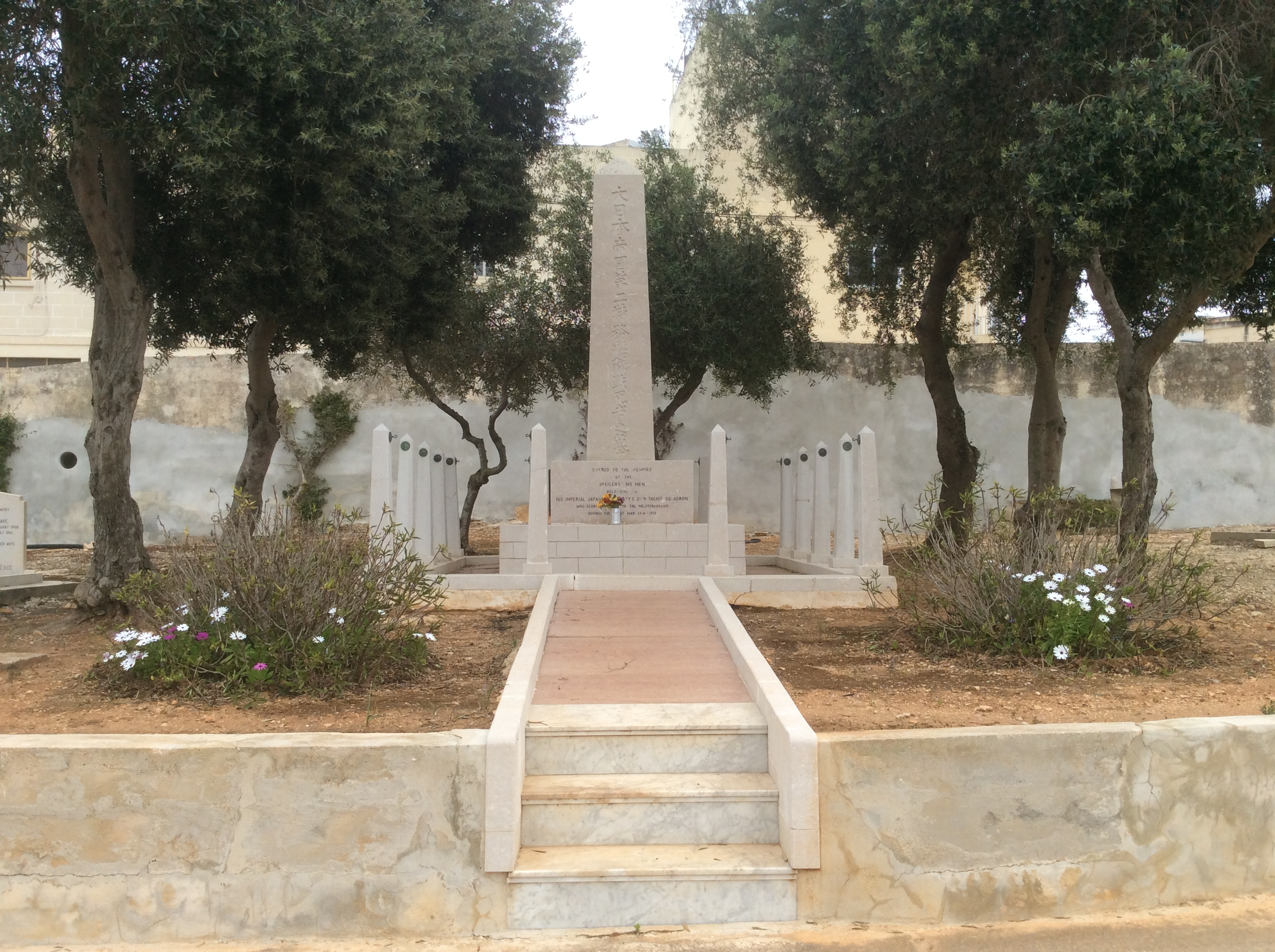
マルタを守るために戦死した大日本帝国海軍軍人の墓石

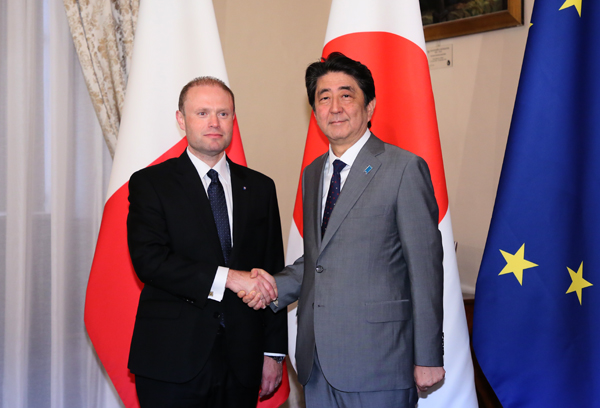
2017年5月27日、日本の安倍晋三首相（右）はマルタのジョゼフ・ムスカット首相（左）とバレッタで会談した。

最初にマルタを訪れた日本人は文久遣欧使節のメンバーだとされている。一行はエジプトのアレクサンドリアからフランスのマルセイユに渡る航路の途上でマルタに寄港し、1862年3月28日から同月31日まで滞在した。その際、現地のジョン・ガスパール・ル・マルシャン総督らから厚くもてなされ、そのお礼として持参していた武士の甲冑のうち三領を総督へ献上した。この甲冑は後に、日本で修復作業が行われた上で2025年日本国際博覧会（大阪・関西万博）において展示された。
第一次世界大戦の最後の2年間、日本はシーレーン防衛において重要な役割を演じた。潜水艦に対する護衛任務に就いていた大日本帝国海軍の駆逐艦14隻および旗艦を務める巡洋艦は、マルタを母港とした。しかし1917年6月11日、樺型駆逐艦「榊」がオーストリア海軍の潜水艦U-27からの魚雷攻撃を受けて、68名の乗組員が命を失った。その後、亡くなった乗組員はマルタのカルカラ海軍墓地に埋葬された。この68名の日本海軍士官の墓地には1921年、欧州訪問に赴いていた皇太子裕仁親王（後の昭和天皇）がマルタ島に寄港した際に訪問し、慰霊の拝礼を行っている。また裕仁親王は同島で植樹している。
1964年9月21日、現在のマルタ共和国の前身となるマルタ国がイギリスから独立した。1965年、日本はマルタとの間で正式な外交関係を樹立した。
1989年に昭和天皇が崩御し、同年2月24日に皇居で執り行われた大喪の礼には外務大臣チェンスー・タボーネと秘書官アドリアン・カミッレーリがバレッタから、マルタ大使ヴィクトール・J・ガウチがキャンベラから訪日し参列した。
日本の現役総理によるマルタ訪問は長い間実現せず、2017年5月27日に安倍晋三総理がタオルミーナサミットの帰路に初めてマルタを訪問し実現。安倍総理は先述した第一次世界大戦の戦没者の墓地を訪れるとともに、首都バレッタに於いてジョゼフ・ムスカット首相と首脳会談を行った。
他の内閣総理大臣経験者では海部俊樹元総理が2006年7月にマルタを訪問し、バレッタにてマルタ大統領のエドワルド・フェネク・アダミ（当時）を表敬訪問している。

## 外交使節

### 駐日マルタ大使

#### 非常駐
- ヴィクター・ジョゼフ・ガウチ[16]（キャンベラ常駐、1989年以前[17]～1997年）
- ？？？？（非常駐、1997～1999年、信任状捧呈は4月16日[18]）
- セイヴァー・F・ボルグ（北京常駐、1999～2009年、信任状捧呈は10月18日[19]）
- カール・シュエレブ（北京常駐、2009～2014年、信任状捧呈は3月19日[20]）
- アンドレ・スピテリ（バレッタ常駐、2014～2020年、信任状捧呈は7月8日[21]）

#### 東京常駐
1. アンドレ・スピテリ（留任、2020年～、東京常駐開始は2020年9月28日[2]）